# Alidius Tjarda van Starkenborgh Stachouwer

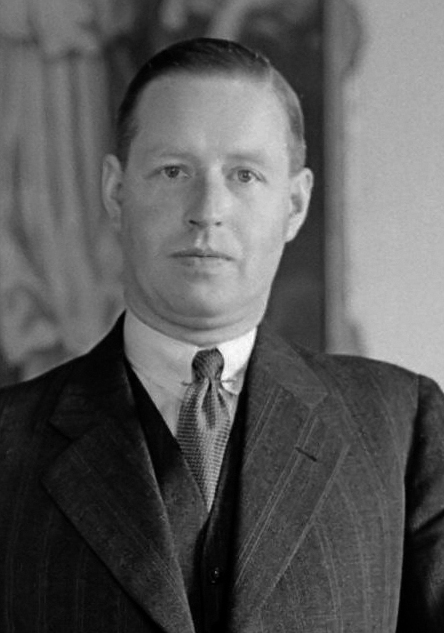
Alidius Tjarda van Starkenborgh Stachouwer (1935)

Jonkheer Alidius Warmoldus Lambertus Tjarda van Starkenborgh Stachouwer (* 7. März 1888 in Groningen; † 16. August 1978 in Wassenaar) war ein niederländischer Diplomat, Staats- und Kolonialbeamter. Er war von 1936 bis 1942 der letzte Generalgouverneur der Kolonie Niederländisch-Indien (heute Indonesien). Zuvor war er Gesandter der Niederlande in Belgien (1933–1936), danach Botschafter in Frankreich (1946–1948) sowie Ständiger Vertreter bei der NATO und OEEC (1950–1956).

## Leben
Van Starkenborgh entstammte einem Adelsgeschlecht aus der Provinz Groningen. Sein Vater Jonkheer Edzard Tjarda van Starkenborgh Stachouwer (1859–1936) war Notar, Bürgermeister der Stadt Groningen und von 1917 bis 1925 Kommissar der Königin (Gouverneur) der Provinz Groningen. Seine Mutter war Jonkvrouw Christine Jacoba Quintus. 
Alidius Tjarda van Starkenborgh ging in Groningen aufs Gymnasium und studierte bis 1911 an der dortigen Universität Jura. Dort schloss er sich dem Studentencorps Vindicat atque Polit an. Nach dem Studium kurz in einer Rechtsanwaltskanzlei tätig, beschloss er, sich auf den diplomatischen Dienst vorzubereiten, in den er 1915 aufgenommen wurde. Bis 1924 durchlief er die unteren diplomatischen Ränge in Washington und Paris. 1921 wurde er zum allgemeinen Sekretär der niederländischen Delegation bei der Flottenkonferenz in Washington ernannt, 1922 kam er zum Büro der internationalen Konferenz über den russischen Handel in Den Haag. 1924/25 war er an der niederländischen Gesandtschaft in Berlin. 
Dann folgte er seinem Vater als Kommissar der Königin in der Provinz Groningen nach. In diesem Amt setzte er sich sehr für die Wasserverbindung mit der Zuiderzee ein, organisierte den provinzialen Schularztdienst, das akademische Krankenhaus und die Universität, deren Kurator er von 1928 an war. Im September 1933 wurde van Starkenborgh zum „außerordentlichen Gesandten und bevollmächtigten Minister“ am belgischen und am luxemburgischen Hof ernannt. 

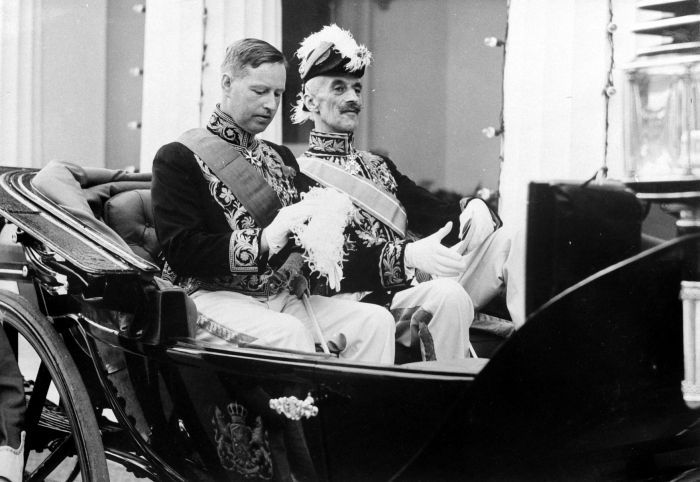
Van Starkenborgh mit seinem Vorgänger als Generalgouverneur, Bonifacius Cornelis de Jonge, in Batavia (1937)

Am 16. September 1936 wurde er Generalgouverneur von Niederländisch-Indien. Im Zweiten Weltkrieg wurde er von den Japanern gefangen genommen, nachdem er am 9. März 1942 die bedingungslose Kapitulation akzeptiert hatte und diesen die Inseln übergeben hatte. Nach der Entlassung aus der Gefangenschaft kehrte er in die Niederlande zurück, wo er wegen politischer Meinungsverschiedenheiten mit dem Minister für die überseeischen Gebietsteile (das Kolonialministerium war umbenannt worden), Johann Logemann, mit Dankesbezeugungen für die „wichtigen Dienste die er seinem Land unter unvergleichlich schwierigen Umständen erwiesen“ hatte, aus dem Amt entlassen wurde. Die niederländische Kolonialverwaltung in Indonesien leitete anschließend van Starkenborghs bisheriger Stellvertreter Huib van Mook
Anfang 1946 wurde er zum Botschafter in Paris ernannt, suchte jedoch schon nach zwei Jahren um Entlassung nach, die ihm zum 1. Dezember 1948 gewährt wurde. 1950 trat er erneut in den Dienst des Landes und wurde Ständiger Vertreter der Niederlande beim Nordatlantischen Rat in London und leitete von März 1952 bis Mitte 1956 die niederländische Vertretung bei der NATO und zugleich bei der Organisation für europäische wirtschaftliche Zusammenarbeit (OEEC) in Paris. In dieser Zeit war er an den Vorbereitungen zur Errichtung einer Europäischen Politischen Gemeinschaft und Europäischen Verteidigungsgemeinschaft wesentlich beteiligt, die jedoch scheiterte. Anlässlich seines Ausscheidens aus dieser Position wurde ihm am 28. Juni 1956 der Ehrentitel eines Staatsministers verliehen.

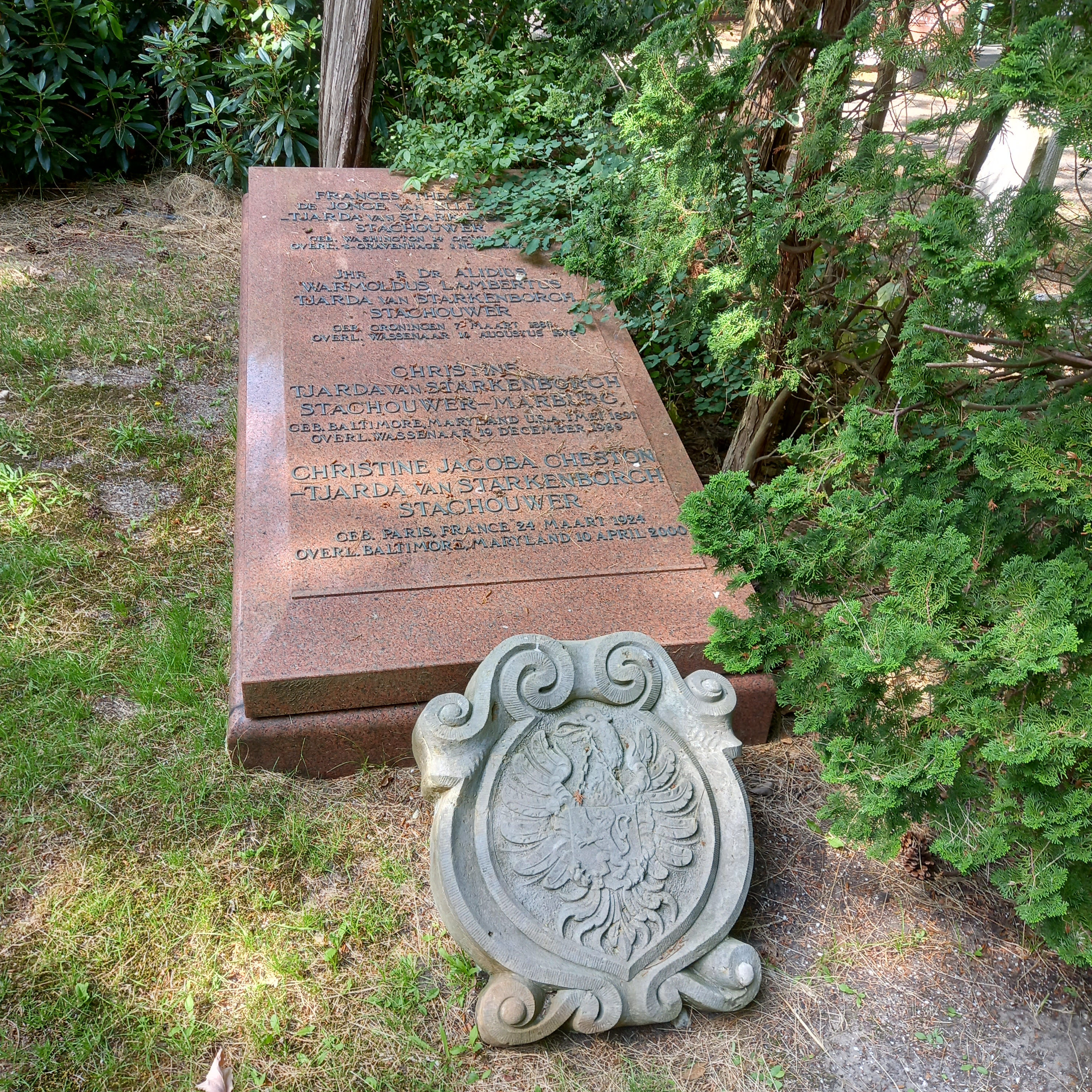
Das Grab von Alidius Tjarda van Starkenborgh Stachouwer und seiner Ehefrau Christine Marburg im Familiengrab auf dem Friedhof Westduin in Den Haag

Danach zog er sich aus dem diplomatischen Dienst zurück, ließ sich in Wassenaar nieder und betätigte sich noch als Vorsitzender der Carnegie-Stiftung. 1960 nahm er eine neuerliche Berufung durch die Regierung an, und übernahm die Leitung der Delegation für die Verhandlungen mit Belgien zur Lösung der seit dem Zweiten Weltkrieg eingeschlafenen Kanalfrage, vor allem die von Belgien geforderte Verbindung der Schelde mit dem Rhein, die am 13. Mai 1963 erfolgreich mit einem Vertrag abgeschlossen wurden.

## Familie
Tjarda van Starkenborgh Stachouwer heiratete in Baltimore (USA) am 16. November 1915 Christine Marburg, mit der er zwei Töchter hatte.

## Ehrungen
- 29. August 1938: Kommandeur des Ordens von Oranien-Nassau
- 4. Februar 1946: Großkreuz des Ordens vom Niederländischen Löwen
- 10. Mai 1950: Widerstandsstern von Ostasien 1942–1945
- 20. März 1957: Ehrendoktor für Philologie und Philosophie der Reichsuniversität Groningen
- Ehrendoktor für Literatur und Philosophie der Universität von Paris
- Zu Ehren von Tjarda van Starkenborgh Stachouwer wurde auch der Van Starkenborghkanaal benannt, der den Prinses-Margriet-Kanal (Friesland) mit dem Emskanal in (Groningen) verbindet.